# Sách Ni
Sách Ni (chữ Hán: 索尼; tiếng Mãn: ᠰᠣᠨᡳᠨ, chuyển tả: Sonin; 1601 – 12 tháng 8 năm 1667) còn gọi là Tỏa Ni (鎖尼), Sách Nê (索泥), họ Hách Xá Lý thị, là công thần khai quốc của nhà Thanh, Nhất đẳng Công tước. Là người đứng đầu trong bốn vị Phụ chính đại thần của Khang Hi.
Ông nguyên là người thuộc bộ lạc Cáp Đạt. Sau khi Thanh Thái Tổ Nỗ Nhĩ Cáp Xích thôn tính bộ lạc Cáp Đạt, Sách Ni cùng gia tộc và toàn thể bộ lạc quy thuận Thái Tổ, bèn đổi làm người của Chính Hoàng kỳ Mãn Châu. Năm Khang Hi thứ 4 (năm 1665), cháu gái của Sách Ni là Hách Xá Lý thị trở thành Hoàng hậu của Hoàng đế Khang Hi. 2 năm sau (1667), Sách Ni qua đời tại Bắc Kinh, thụy hiệu là Văn Trung, con là Sách Ngạch Đồ kế thừa chức tước của phụ thân.

## Thân Thế
Ông xuất thân từ gia tộc Hách Xá Lý thị thuộc Mãn Châu Chính Hoàng kỳ. Cha ông là Thạc Sắc (硕色) - anh trai của Đại học sĩ Hy Phúc (希福). Cả nhà đều tinh thông Mãn văn, Mông văn và Hán văn, vì vậy Hoàng Thái Cực mệnh cho Thạc Sắc và Hy Phúc cùng nhau vào Trị Văn quán, ban hiệu "Ba Khắc Thập" (巴克什). Ông cũng nhờ cha mà được tập ấm chức vụ "Nhất đẳng Thị vệ". Về sau, ông tòng chinh đánh dẹp các bộ Giới Phiên, Đống Quỳ.

## Cuộc đời

### Chiến công hiển hách
Năm Thiên Thông nguyên niên (1627), trong Trận Ninh - Cẩm, ông theo Hoàng Thái Cực đánh hạ Cẩm Châu, lại trinh sát quân Minh xuân quanh Ninh Viễn.
Năm thứ 3 (1629), ông theo Hoàng Thái Cực suất đại quân xâm nhập vào nội địa, áp sát kinh sư của nhà Minh, sử xưng "Trận Kỷ Tị" (己巳之变). Triều đình nhà Minh phái Viên Sùng Hoán đến cứu viện, đóng doanh ở phía đông nam Kinh thành. Bối lặc Hào Cách đột nhập chiến trận, quân Minh ồ ạt xông đến. Hào Cách bị vây khốn, Sách Ni lập tức cùng theo nhập trận, chém đầu rất nhiều quân Minh, đem Hoàng trưởng tử Hào Cách cứu ra khỏi vòng vây.
Năm thứ 4 (1630), ông suất quân trú thủ Vĩnh Bình.
Năm thứ 5 (1631), ông tham gia Trận Đại Lăng Hà, đánh tan quân Minh cứu viện từ Cẩm Châu, nhậm "Khải Lâm Lang" của Lại bộ .
Năm thứ 6 (1632), theo đại quân chinh phạt Sát Cáp Nhĩ, lần lượt đánh hạ Sơn Tây, Đại Đồng. Không lâu sau, ông được phong làm "Ngưu lục Chương kinh"  tương đương với thế chức Kỵ đô úy.
Năm Sùng Đức thứ 8 (1643), triều đình ghi nhận chiến công của ông, tiến phong làm Tam đẳng A Tư Cáp Ni Cáp Phiên .
Ngày 11 tháng 9, Hoàng Thái Cực qua đời ở Thịnh Kinh, không hề lưu lại di chiếu, gây nên một cuộc chiến tranh ngôi vị giữa Duệ Thân vương Đa Nhĩ Cổn và Túc Thân vương Hào Cách. Các quan lại đều ủng hộ việc Hoàng tử kế vị, Sách Ni chịu trách nhiệm hòa hoãn xung đột giữa hai phe.
Ngày 26 tháng 9, trong tình thế Lưỡng Hoàng, Lưỡng Hồng và Lưỡng Lam kỳ đều không ủng hộ, Đa Nhĩ Cổn liền gấp gáp triệu Sách Ni đến bàn bạc. Ông khẳng định Tiên hoàng có Hoàng tử, nhất định phải chọn Tân quân từ trong các Hoàng tử; những người khác kế vị đều không hợp lẽ. Cũng trong đêm đó, Ba Nha Lạt Đạo Chương kinh Đồ Lại đến bái phỏng Sách Ni, nói rằng nhất định phải lập Hoàng tử kế vị. Ngày hôm sau, Sách Ni, Ngao Bái cùng các Đại thần của Lưỡng Hoàng kỳ tập trung ở Đại Thanh môn, phía Ba Nha Lạt binh của Lưỡng Hoàng kỳ bao vây cung cấm, Sách Ni và Ngao Bái tiến vào Sùng Chính điện thương nghị việc lập Tân quân.

### Bị chèn ép cách chức
Năm Thuận Trị nguyên niên (1644), ông theo Đa Nhĩ Cổn suất quân Thanh nhập quan, tiến vào Bắc Kinh.
Năm thứ 2 (1645), ông được tấn phong Nhị đẳng Tinh Kỳ Ni Cáp Phiên  nhưng bị Đa Nhĩ Cổn giải trừ chức vị Khải Lâm Lang. Khoảng thời gian này, Đa Nhĩ Cổn chuyên quyền, đám người Đàm Thái, Củng A Đại, Tích Hàn đều phụ thụ vào ông ta, chỉ có Sách Ni là kiên trì không phụ thuộc vào.
Năm thứ 5 (1648), Duệ Thân vương Đa Nhĩ Cổn đến Thịnh Kinh bái tế Chiêu Lăng. Sắp đến lúc xuất phát, Bối tử Truân Tề - con trai thứ hai của Đồ Luân - vu cáo Sách Ni cùng với đám người Đồ Lại từng có ý định lập Túc Thân vương Hào Cách, luận tội nên xử tử, triều đình niệm tình xử nhẹ, Đồ Lại đã qua đời nên con trai bị đoạt tước, Sách Ni bị cách chức tịch biên tài sản, phái đến Chiêu Lăng.
Năm thứ 8 (1651), sau khi tự mình chấp chính, Thuận Trị Đế đã cho gọi Sách Ni trở về, khôi phục chức tước cho ông, lại thăng thế chức thành Nhất đẳng Bá, trở thành Nội đại thần kiêm Nghị chính đại thần, Tổng quản Nội vụ phủ. Trở thành người đứng đầu trong các Mãn Đại thần triều Thuận Trị. Trong những năm nhậm chức, ông được đánh giá là công bằng nghiêm minh, đưa ra nhiều kiến nghị quan trọng, trong đó có một vấn đề liên quan đến thừa kế tước vị, chính là ngoại trừ những thế chức công huân khai quốc có thể thế tập, còn lại những chức tước khác nếu không có công lao đặc biệt thì không nên ban cho đãi ngộ được thế tập.

### Phụ chính đại thần
Năm thứ 18 (1661), Thuận Trị Đế qua đời, di chiếu truyền ngôi cho Hoàng tam tử Huyền Diệp, lại lệnh cho Sách Ni, Tô Khắc Tát Cáp, Át Tất Long và Ngao Bái trở thành Phụ chính Đại thần.
Năm Khang Hi thứ 6 (1667), Sách Ni nhiều lần dâng tấu mong Hoàng đế tự mình chấp chính, nhưng Khang Hi nhiều lần từ chối. Sách Ni vẫn kiên trì dâng tấu, thậm chí đến cầu ý kiến của Thái hoàng Thái hậu, cuối cùng Khang Hi chấp nhận thân chính, ngày lành do Lễ bộ định ra. Tháng 3, Nghị chính Vương Đại thần hội nghị cho rằng nên thăng tước vị cho Sách Ni, Khang Hi Đế liền hạ lệnh phong ông làm Nhất đẳng Công. Tháng 4, Sách Ni âm thầm chối từ tước vị, Khang Hi Đế dụ khuyên "Thấy khanh tấu thành khẩn chân thành, nhưng tước vị đền công lao, quốc gia đại điển, khanh cố hết sức lao lực vì triều đình,.... hơn nữa lệnh đã ban ra, khanh không nên chối từ". Ngày 11 tháng 4, Sách Ni đã được phong làm Nhất đẳng Công, tước vị ban đầu Nhất đẳng Bá được Khang Hi ban cho con trai thứ năm là Tâm Dụ. Ngày 23 tháng 6, Sách Ni vì tuổi già nhiều bệnh mà qua đời, thọ 67 tuổi, được truy thụy "Văn Trung" (文忠). Khang Hi Đế ban thưởng hai yên ngựa, hai ngàn lượng bạc trắng để lo liệu tang sự, thêm tế bốn lần.
| “ | 辅政大臣伯索尼太祖高皇帝时黾勉效力, 太宗文皇帝任以内外大事悉能果断殚厥忠诚, 世祖章皇帝时亦任以内外大事竭忠纯笃, 以其勲旧忠贞堪受重托遗诏俾令辅政恪遵顾命夙夜靖共厥绩茂焉, 今既染疴且复年迈, 宜特加恩宠以示酬庸之典, 下王大臣会议, 晋一等公与前所授一等伯并世袭. 索尼以宠荣逾分悚仄难安陈情辞一等公爵. 得 㫖: 嘉 奬 仍令只遵成命不必逊辞. 是年七月卒, 赐祭有加礼, 諡文忠. 以第五子心裕袭一等伯. 第六子法保袭一等公. Phụ chính Đại thần bá Sách Ni, Thái Tổ Cao Hoàng Đế thì mãnh miễn hiệu lực, Thái Tông Văn Hoàng Đế nhâm dĩ nội ngoại đại sự tất năng quả đoạn đàn quyết trung thành, Thế Tổ Chương Hoàng Đế thì diệc nhâm dĩ nội ngoại đại sự kiệt trung thuần đốc, dĩ kỳ huân cựu trung trinh kham thụ trọng thác di chiếu tỷ lệnh Phụ chính khác tuân cố mệnh túc dạ tĩnh cộng quyết tích mậu yên, kim ký nhiễm a thả phục niên mại, nghi đặc gia ân sủng dĩ kỳ thù dong chi điển, hạ Vương đại thần hội nghị, tấn Nhất đẳng công dữ tiền sở thụ Nhất đẳng bá tịnh thế tập. Sách Ni dĩ sủng vinh du phân tủng trắc nan an trần tình từ nhất đẳng công tước. Đắc chỉ: Gia tưởng nhưng lệnh chích tuân thành mệnh bất tất tốn từ. Thị niên thất nguyệt tốt, tứ tế hữu gia lễ, thụy Văn Trung. Dĩ đệ ngũ tử Tâm Dụ tập nhất đẳng bá. Đệ lục tử Pháp Bảo tập Nhất đẳng công. | ” |

Việc phong tước của Sách Ni không phải là "thăng tước vị" mà là "ban thêm tước vị". Vì vậy sau khi Sách Ni qua đời, con trai thứ năm là Tâm Dụ tập tước Nhất đẳng Bá và con trai thứ sáu là Pháp Bảo được tập tước Nhất đẳng Công, cả hai đều là thừa tập thế chức của Sách Ni. Về sau, con trai trưởng của ông là Cát Bố Lạt vì là cha của Hiếu Thành Nhân Hoàng hậu mà được phong làm Nhất đẳng Công, từ đây gia đình Sách Ni có tất cả 3 tước vị được thừa tập.

## Gia quyến

### Thân tộc
- Tằng tổ phụ: Đặc Hách Nột (特赫讷).
  - Tổ phụ: Hô Thập Mục Ba Nhan (瑚什穆巴颜).
    - Phụ: Thạc Sắc (碩色).
    - Thúc Phụ: Hy Phúc (希福), Tam đẳng Tử.
      - Suất Nhan Bảo (帥顏保), Lễ bộ Thượng thư, tập Tam đẳng Tử.
        - Hách Dịch (赫奕), Công bộ Thượng thư, tập Tam đẳng Tử.
          - Tung Thọ (嵩寿), Lễ bộ Thị lang, Nội các Đại học sĩ, Nhất đẳng Tử.

### Con trai
1. Trưởng tử: Cát Bố Lạt (葛布喇), Nhất đẳng Công, Lĩnh thị vệ Nội đại thần.
  - Con gái: 
    - Hiếu Thành Nhân Hoàng hậu, Đích hậu nguyên phối của Khang Hi.
      - Thừa Hổ (承祜), Đích trưởng tử của Khang Hi.
      - Dận Nhưng (胤礽), Hoàng thái tử, Lý Mật Thân vương.

    - Bình phi, phi tần của Khang Hi.
    - Hách Xá Lý thị (赫舍里氏), gả cho Nhất đẳng Công Pháp Khách (法喀) - con trai thứ ba của Át Tất Long.

  - Con trai: 
    - Trường Thái (长泰), tập Nhất đẳng Công.
    - Thường Hải (常海), Tá lĩnh
      - Con gái: Hách Xá Lý thị (赫舍里氏), Kế Phúc tấn của Hoàng thập tử Dận Ngã.
      - Con trai: Luân Bố (纶布), tập Nhất đẳng Công.
2. Nhị tử: Cát Lạt Châu (噶喇珠), chết yểu.
3. Tam tử: Sách Ngạch Đồ (索額圖), Bảo Hoà điện Đại Học sĩ.
  - Con trai: Cách Nhĩ Phân (格尔芬).
  - Con trai: A Nhĩ Cát Thiện (阿尔吉善)
4. Tứ tử: Kha Nhĩ Khôn (柯尔坤).
5. Ngũ tử: Tâm Dụ (心裕), thế tập Nhất đẳng Bá.
6. Lục tử: Pháp Bảo (法保), thế tập Nhất đẳng Công.
  - Con trai: Pháp Nhĩ Tát (法尔萨), Tán trật đại thần, tập Nhất đẳng Công.
  - Con trai: Đạt Nhĩ Mã (达尔马),  tập Nhất đẳng Công
  - Con trai: Linh Đức (灵德), tập Nhất đẳng Bá.

### Con gái
1. Kế Phúc tấn của An Hòa Quận vương Nhạc Lạc (岳樂).
  - Con trai: 
    - Mã Ni (玛尼), chết yểu.
    - An Khác Quận vương Mã Nhĩ Hồn (玛尔珲).
    - Trấn quốc công Kinh Hi (经希).
    - Dĩ cách Cần Quận vương Uẩn Đoan (蕴端).

  - Con gái:
    - Hoà Thạc Cách cách (Quận chúa), gả cho Tán kỵ Thị lang Nãi Cách (鼐格) của Nạp Lạt thị.
    - Đa La Cách cách (Huyện chúa), gả cho Thổ Mặc Thổ Đặc Bối lặc Ngạch Nhĩ Đức Mục Đồ (额尔德穆图) của Ngô Lạt Hán thị.
    - Đa La Cách cách (Huyện chúa), gả cho Thị Minh (侍明) của Qua Nhĩ Giai thị.
2. Kế Phúc tấn của Bối lặc Sát Ni.